# Hot Time
Hot Time è stato un pacchetto opzionale di 3 canali televisivi della piattaforma televisiva a pagamento Mediaset Premium. Esso comprendeva Hot Time 1, Hot Time 2 e Hot Time 3.

## Storia
I canali Hot Time erano stati aggiunti nel mux Mediaset 1 l'11 marzo 2013 e le trasmissioni sono partite ufficialmente il 22 marzo 2013 alle ore 23:00.
Il 23 giugno 2015 i 3 canali Hot Time sono stati chiusi.

## Contenuti
L'offerta era rivolta interamente agli adulti. I canali trasmettevano film a luci rosse a pagamento dalle ore 23:00 fino alle ore 07:00. In alcune circostanze era possibile che la partenza delle trasmissioni fosse rinviata alle 00:00 o alle 00:30 in caso di concomitanza di partite di Serie A, Champions League o Europa League sui canali Premium Calcio.
Dal 14 novembre al 31 dicembre 2013 alle ore 23:00 su Hot Time 1 è andato in onda il programma A qualcuno piace hot condotto da Edelweiss visibile a tutti i possessori di una tessera attiva Mediaset Premium. Inoltre, dal 14 fino al 20 novembre 2013, i canali Hot Time sono stati visibili gratuitamente a tutti coloro in possesso di un abbonamento Easy-Pay con un codice personale.